# The Wessex Stadium

The Wessex Stadium är en multiarena i Weymouth i England. Den kan ta 6 600 åskådare och är hemmaplan för Weymouth FC.
Arenan används just nu mest till fotboll.